# Marina Bay Street Circuit

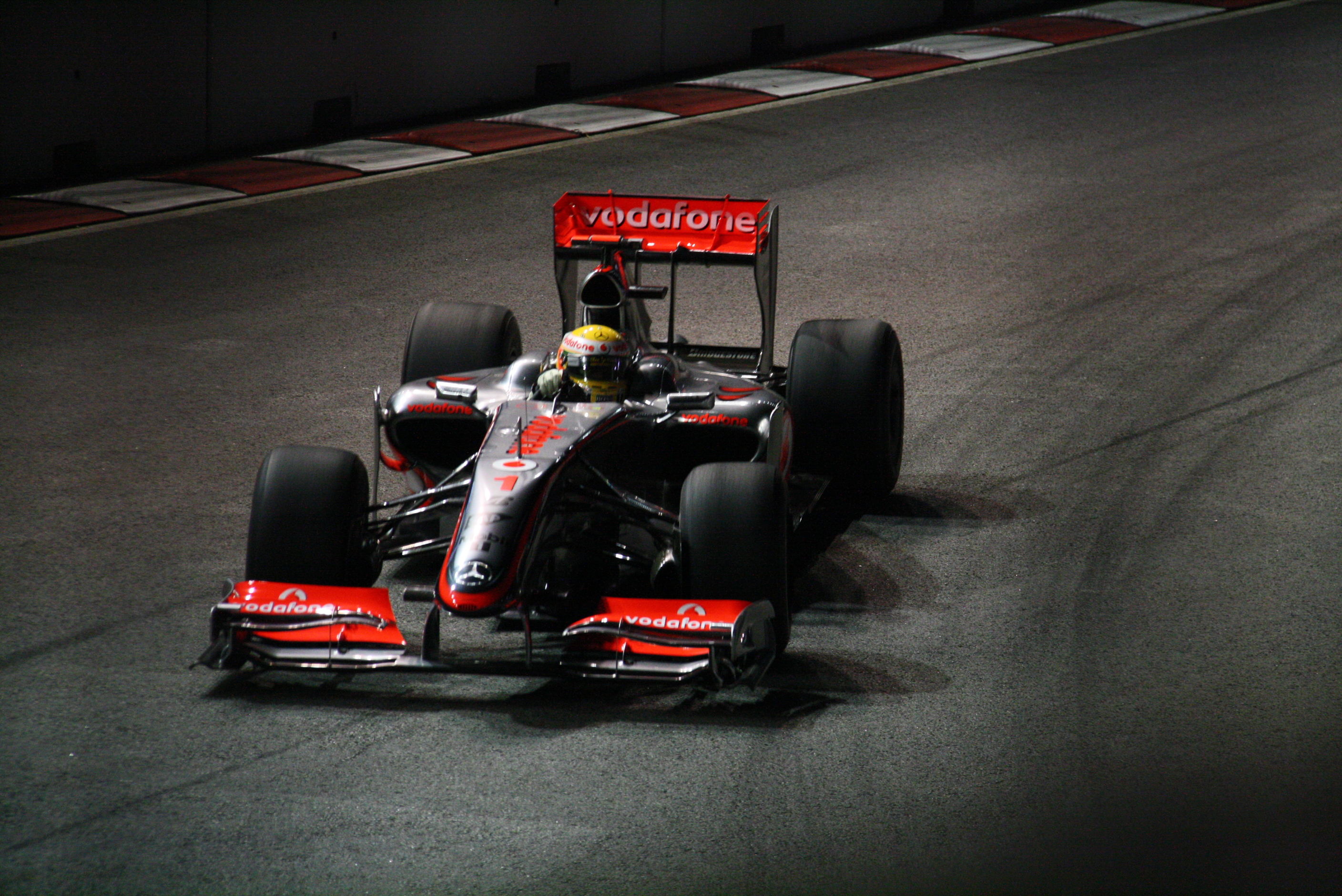
Lewis Hamilton in het donker in 2009.

Het Marina Bay Circuit Park is een stratencircuit in Singapore dwars door het stadscentrum en langs Marina Bay, waar vanaf 2008 de Singapore Airlines Grand Prix van Singapore wordt gehouden. Het is de eerste nachtrace in de geschiedenis van de Formule 1. Hoewel het om een stratencircuit gaat, is het ontworpen door Hermann Tilke, een bekende racebaan-architect.

## Formule 1
De Formule 1 is sinds 2008 actief op dit circuit.
| Uitslagen Grand Prix Formule 1 van Singapore | Uitslagen Grand Prix Formule 1 van Singapore | Uitslagen Grand Prix Formule 1 van Singapore | Uitslagen Grand Prix Formule 1 van Singapore |
| Jaar                                         | Coureur                                      | Constructeur                                 | Bandenmerk                                   |
| -------------------------------------------- | -------------------------------------------- | -------------------------------------------- | -------------------------------------------- |
| 2008                                         | Fernando Alonso                              | Renault                                      | Bridgestone                                  |
| 2009                                         | Lewis Hamilton                               | McLaren                                      | Bridgestone                                  |
| 2010                                         | Fernando Alonso                              | Ferrari                                      | Bridgestone                                  |
| 2011                                         | Sebastian Vettel                             | Red Bull                                     | Pirelli                                      |
| 2012                                         | Sebastian Vettel                             | Red Bull                                     | Pirelli                                      |
| 2013                                         | Sebastian Vettel                             | Red Bull                                     | Pirelli                                      |
| 2014                                         | Lewis Hamilton                               | Mercedes                                     | Pirelli                                      |
| 2015                                         | Sebastian Vettel                             | Ferrari                                      | Pirelli                                      |
| 2016                                         | Nico Rosberg                                 | Mercedes                                     | Pirelli                                      |
| 2017                                         | Lewis Hamilton                               | Mercedes                                     | Pirelli                                      |
| 2018                                         | Lewis Hamilton                               | Mercedes                                     | Pirelli                                      |
| 2019                                         | Sebastian Vettel                             | Ferrari                                      | Pirelli                                      |
| 2020 2021                                    | Grand Prix niet verreden                     | Grand Prix niet verreden                     | Grand Prix niet verreden                     |
| 2022                                         | Sergio Pérez                                 | Red Bull                                     | Pirelli                                      |
| 2023                                         | Carlos Sainz jr.                             | Ferrari                                      | Pirelli                                      |

## "Crashgate"
In 2009 ontstond commotie binnen de Formule 1 omdat Nelson Piquet jr. tegenover de FIA verklaarde dat hij tijdens de race in Singapore in 2008 opzettelijk crashte. Hij heeft deze opdracht gekregen van toenmalig teambaas Flavio Briatore en technisch directeur Pat Symonds van het Renault F1 team. Het plan was opzettelijk te crashen, om zo teamgenoot Fernando Alonso aan een overwinning te helpen, doordat de safety-car in actie moest komen.
Uiteindelijk is bewezen dat Piquet de waarheid sprak, en zijn er de nodige straffen uitgedeeld. Flavio Briatore is levenslang geschorst, Symonds mocht zich 5 jaar niet laten zien. Verder heeft Renault een voorwaardelijke schorsing gekregen van 2 jaar. Piquet en Alonso zijn beide niet schuldig, en mede daarom blijft de overwinning van Alonso, uit 2008, gewoon staan.
Een aantal grote namen binnen de Formule 1 hebben hun mening gegeven over het schandaal. Oud-coureur en teambaas Jackie Stewart noemde de sport verrot, voormalig wereldkampioen Damon Hill vond dat Renault levenslang geschorst had moeten worden.

## Layout
| Jaartal           | Lengte | Omschrijving                           | Snelste ronde                                       |
| ----------------- | ------ | -------------------------------------- | --------------------------------------------------- |
| 2008 – 2012       | 5073 m | Origineel Marina Bay Circuit           | 1:45.599 ( Kimi Räikkönen, Ferrari, 2008)           |
| 2013 – 2014       | 5061 m | Singapore Sling Chicane verwijderd     | 1:48.574 ( Sebastian Vettel, Red Bull Racing, 2013) |
| 2015 – 2017       | 5065 m | Bochten 11 -13 veranderd               | 1:45.008 ( Lewis Hamilton, Mercedes, 2017)          |
| 2018 – 2019, 2022 | 5063 m | Bochten 16 en 17 veranderd             | 1:45.599 ( Kevin Magnussen, Haas, 2018)             |
| 2023 – heden      | 4940 m | Nieuw recht stuk tussen bocht 15 en 16 | 1:35.867 ( Lewis Hamilton, Mercedes, 2023)          |

### Plattegronden

2008–2012
2013–2014
2015–2017
2018–2019, 2022
2023